# 弘治帝
弘治帝（こうちてい）は、明の第10代皇帝。諱は祐樘（ゆうとう）、廟号は孝宗（こうそう）。日本では治世の元号から一般には弘治帝と称される。

## 生涯

明孝宗朝服像

成化帝の三男として生まれる。生母の淑妃紀氏は広西省の少数民族ヤオ族の土司のむすめで、反乱鎮圧で全家族を誅殺され捕虜となり、宮人として献上された。成化帝の寵妃万貴妃は嫉妬深い女性であり、自身以外の妃が妊娠した胎児をことごとく堕胎していたが、弘治帝は宦官により密かに育てられ成人した。皇太子時代、危うく廃されそうになったことが幾度と無くあって、最後は泰山地震に恐れおののいた父帝が思いとどまった。
即位した弘治帝が初めに行ったことは、成化帝が重用し、朝政に何ら貢献することなく高禄を与えられていた道士、僧の追放である。その首魁であった李孜省・僧継暁は投獄、後に死罪とした。
弘治帝は賢臣を登用し、専売法の見直し、宦官・道士・僧の綱紀粛正、北のダヤン・ハーンに対する防衛体制の強化などの政策を実施、弛緩していた明朝の国勢を立て直した。一時期、不老長寿を説く宦官を信任したこともあったが、まもなくその害に気付き粛清し、再び政務に励み、後世の史家より明中興の祖と称されている。
弘治18年（1505年）に36歳で崩御した。偶々侵された風寒を太医が処方をあやまり、虎狼の薬を用いてしまい鼻血がとまらずそのまま危篤に陥ったという（太医は処刑されなかった）。大臣に一人っ子の東宮の面倒を託し、泰陵（明の十三陵の一つ）に、ただ一人の后妃張皇后とともに合葬された。

## 宗室
- 正室：孝康敬皇后張氏
  - 長男：正徳帝 朱厚㷖 - 11代皇帝
  - 次男：蔚悼王 朱厚煒 - 早世
  - 長女：太康公主 朱秀栄 - 早世

## 登場作品
漫画
- 滝口琳々『新☆再生縁〜明王朝宮廷物語』

テレビドラマ
- 『明朝皇伝 〜大王への道〜』（2018年、中国、演：劉奕君（中国語版））
- 『成化十四年〜都に咲く秘密〜』（2020年、中国、演：劉世傑）